# Безверхов, Сергей Николаевич
Серге́й Никола́евич Безве́рхов (30 мая 1932, Ленинград — 7 июля 1988, Тянь-Шань) — советский альпинист, неоднократный призёр чемпионатов СССР по альпинизму, мастер спорта, обладатель титула «Снежный барс». Основатель и на протяжении многих лет бессменный руководитель сургутской секции альпинизма.

## Краткая биография
Сергей Безверхов родился в Ленинграде. После окончания в 1966 году Ленинградского Горного института по распределению был направлен в Ухту, а в 1975 году переехал в Сургут, где работал в тресте «Сургутнефтегеофизика» и преподавал геодезию в Сургутском нефтяном техникуме.
В 1977 году на общественных началах организовал в Сургуте альпинистскую секцию, которая со временем была введена в состав Добровольного спортивного общества «Труд», а в 1983-м возглавил вновь созданную Тюменскую областную федерацию по альпинизму. За время работы подготовил семь кандидатов в мастера спорта.
Погиб на Тянь-Шане 8 июля 1988 года во время восхождения на вершину Адмиралтеец в результате камнепада с последующим срывом на 200 метров.
В честь С. Безверхова названа одна из улиц Сургута, а в 2002 году, в год его семидесятилетия на одном из домов этой улицы была установлена мемориальная доска. С. Безверхову посвящён раздел книги «Альпинисты Северной столицы».

## Карьера в альпинизме
За свою спортивную карьеру Сергей Безверхов совершил около 155 восхождений, среди которых три первовосхождения (п. Маршала Жукова, п. Ханты-Мансийск, п. Нефтяников) и восемь первопрохождений по новым маршрутам. Четырежды становился призёром чемпионатов СССР, в 1975 году был удостоен звания мастера спорта СССР по альпинизму. В 1987 году восхождением на пик Хан-Тенгри закрыл программу «Снежный барс», став покорителем всех семитысячников Союза.